# Plecoptera albipuncta
Plecoptera albipuncta là một loài bướm đêm trong họ Erebidae.